# El Puente (Cantabria)
El Puente es una localidad española, capital del municipio de Guriezo, perteneciente a la comunidad autónoma de Cantabria. 

## Geografía

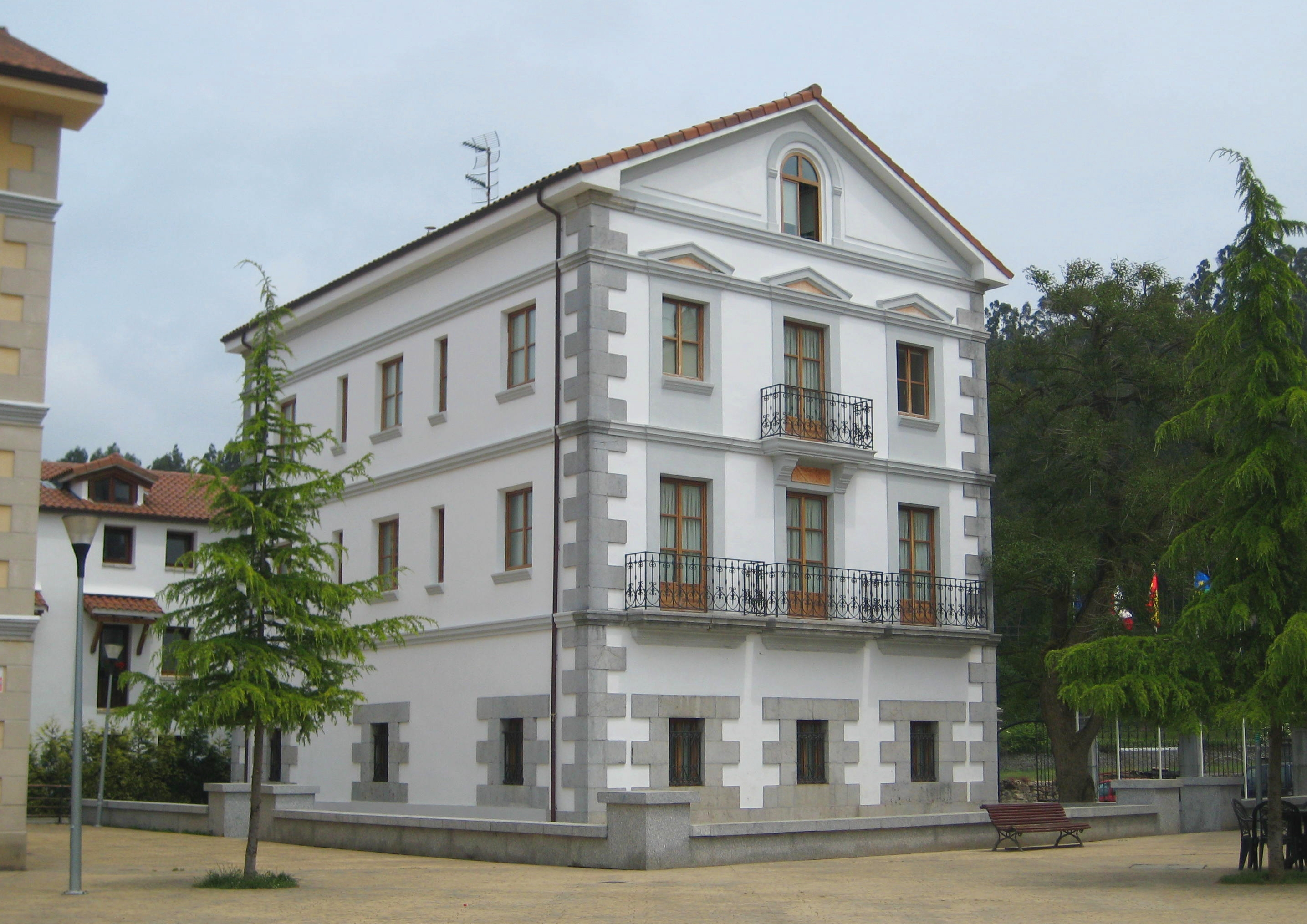
Nueva casa consistorial de Guriezo

La localidad se encuentra a 40 m s. n. m. y a 67,5 kilómetros de distancia de la capital cántabra, Santander.

## Demografía
En 2023, la entidad singular de población de El Puente tenía empadronados 677 habitantes, todos ellos en el núcleo de población de ese nombre.